# Great Wide North
Great Wide North — финский рок-коллектив, работающий в жанре христианского рока и фолк-рока; финалисты национального отборочного тура «Uuden Musiikin Kilpailu».

## История
Группа образована в 2009 году в городе Коккола братьями Каем, Микой, Петри и Паси Кивиниеми.
2 ноября 2012 года группа стала победительницей фестиваля исполнителей финского христианского рока — SM-Gospel, проходившего в Кеуруу.
9 февраля 2013 года группа выступила в финале национального отборочного тура «Uuden Musiikin Kilpailu» и в голосовании жюри стала лидером отбора (совместно с Кристой Сиегфридс и Микаэлем Саари), уступив, однако, после смс-голосования телезрителей третье место певице Diandra.

## Дискография
| Год  | Сингл   | Чарт | Сертификаты | Альбом                       |
| Год  | Сингл   | FIN  | Сертификаты | Альбом                       |
| ---- | ------- | ---- | ----------- | ---------------------------- |
| 2013 | «Flags» | –    |             | Uuden Musiikin Kilpailu 2013 |